# Max Lucado

Max Lucado (San Angelo, 11 de janeiro de 1955) é um escritor e pastor evangélico norte-americano que já publicou mais de setenta livros. Max já vendeu mais de 70 milhões de exemplares em mais de vinte e oito idiomas em todo o mundo.
Alguns de seus livros figuraram em lista de best-sellers de periódicos como The New York Times, USA Today e Publishers Weekly. Lucado é o primeiro e único autor a ganhar três vezes o prêmio da Associação de Editoras Evangélicas Cristãs (ECPA) na categoria Livro do Ano: em 1995 por "When God Whispers Your Name" (Quando Deus Sussurra Seu Nome), em 1997 por "In the Grip of Grace" (Nas Garras da Graça), e em 1999 por "Just Like Jesus" (Simplesmente Como Jesus). Atualmente seus livros têm sido publicados no Brasil pela editora Thomas Nelson Brasil.
É o primeiro e único escritor a conquistar o título de Livro Cristão do Ano da Evangelical Christian Publishers Association por três vezes (em 1995, por Quando Deus Susurra Seu Nome; em 1997, por Nas Garras da Graça; e em 1999, por Simplesmente Como Jesus) e ganhou recentemente o prêmio Aretè de melhor livro devocional com o livro 365 bençãos.
Casado com Denalyn Lucado e pai de três filhas, Max e a esposa trabalharam como missionários no Brasil antes de chegar a San Antonio, onde vivem desde 1998. No Brasil, Max morou por cinco anos no Rio de Janeiro como missionário enviado por sua igreja. Foi no Rio que ele descobriu que gostava de escrever.
Max já foi apontado como o pastor das Américas pela revista Christianity Today. Atualmente, Max serve como ministro de pregação na Igreja de Oak Hills em San Antonio, Texas. 
Quando não está pregando, Max escreve livros de temática evangélica e faz palestras religiosas ao redor do mundo.